# X-COM: Enforcer
X-COM: Enforcer est un jeu vidéo de tir à la troisième personne développé par MicroProse et édité par Infogrames, sorti en 2001 sur Windows.

## Accueil
- Jeuxvideo.com : 12/20[1]